# Zoe Lofgren
Zoe Lofgren, ursprungligen Sue Lofgren, född 21 december 1947 i San Mateo, Kalifornien, är en amerikansk demokratisk politiker. Hon representerar delstaten Kaliforniens sextonde distrikt i USA:s representanthus sedan 1995.
Lofgren har varit bosatt i San Francisco Bay Area sedan födseln i San Mateo County. Hon gick i skola i Gunn High School i Palo Alto. Hon avlade 1970 grundexamen vid Stanford University och 1975 juristexamen vid Santa Clara University.
Kongressledamoten Don Edwards kandiderade inte till omval i kongressvalet 1994. Lofgren vann valet och efterträdde Edwards som kongressledamot i januari 1995.
Lofgren är lutheran av svensk härkomst.